# Allium ericetorum
Allium ericetorum är en amaryllisväxtart som beskrevs av Jean Thore. Allium ericetorum ingår i släktet lökar, och familjen amaryllisväxter. IUCN kategoriserar arten globalt som otillräckligt studerad. Inga underarter finns listade i Catalogue of Life.

## Bildgalleri

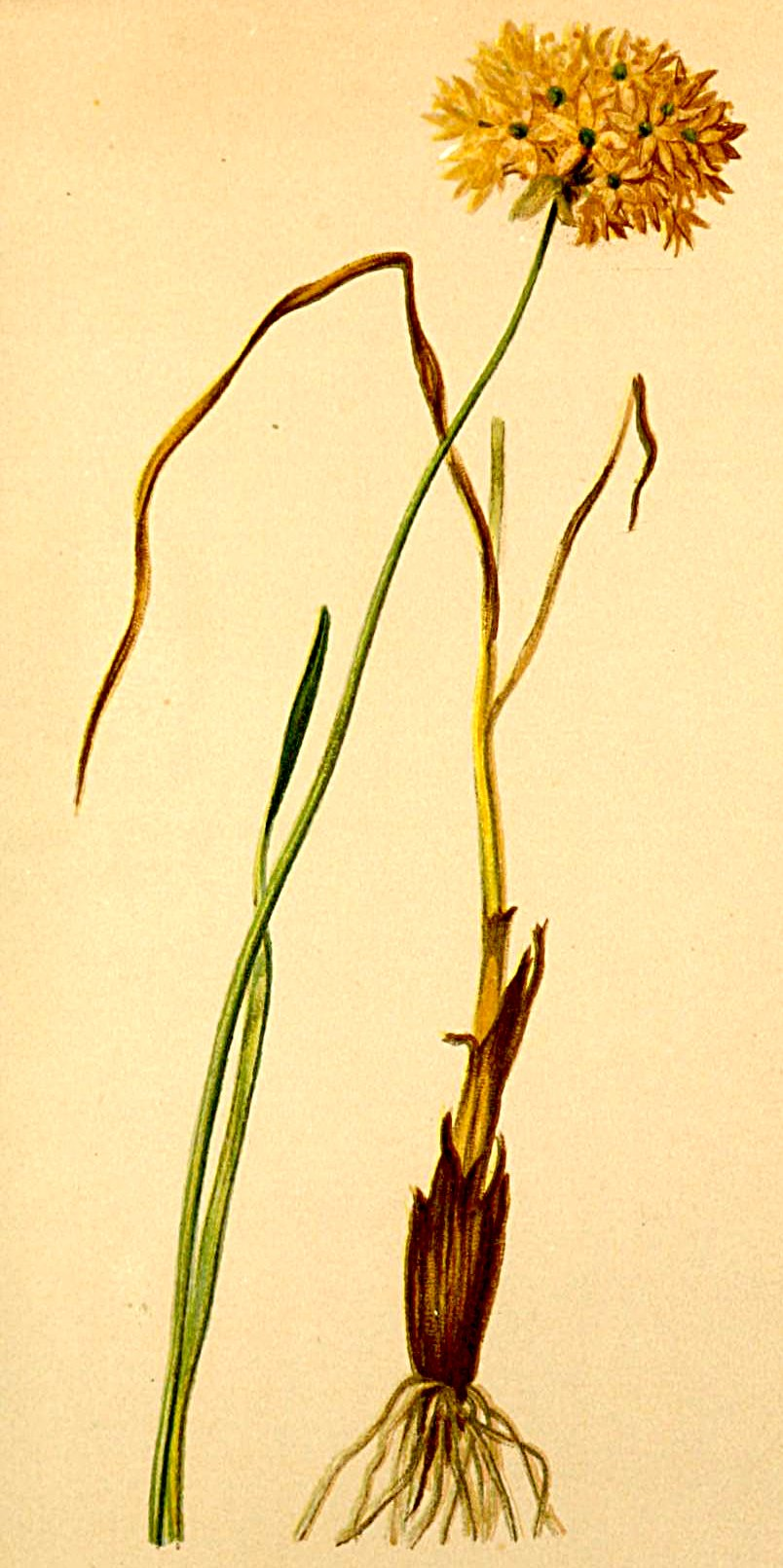
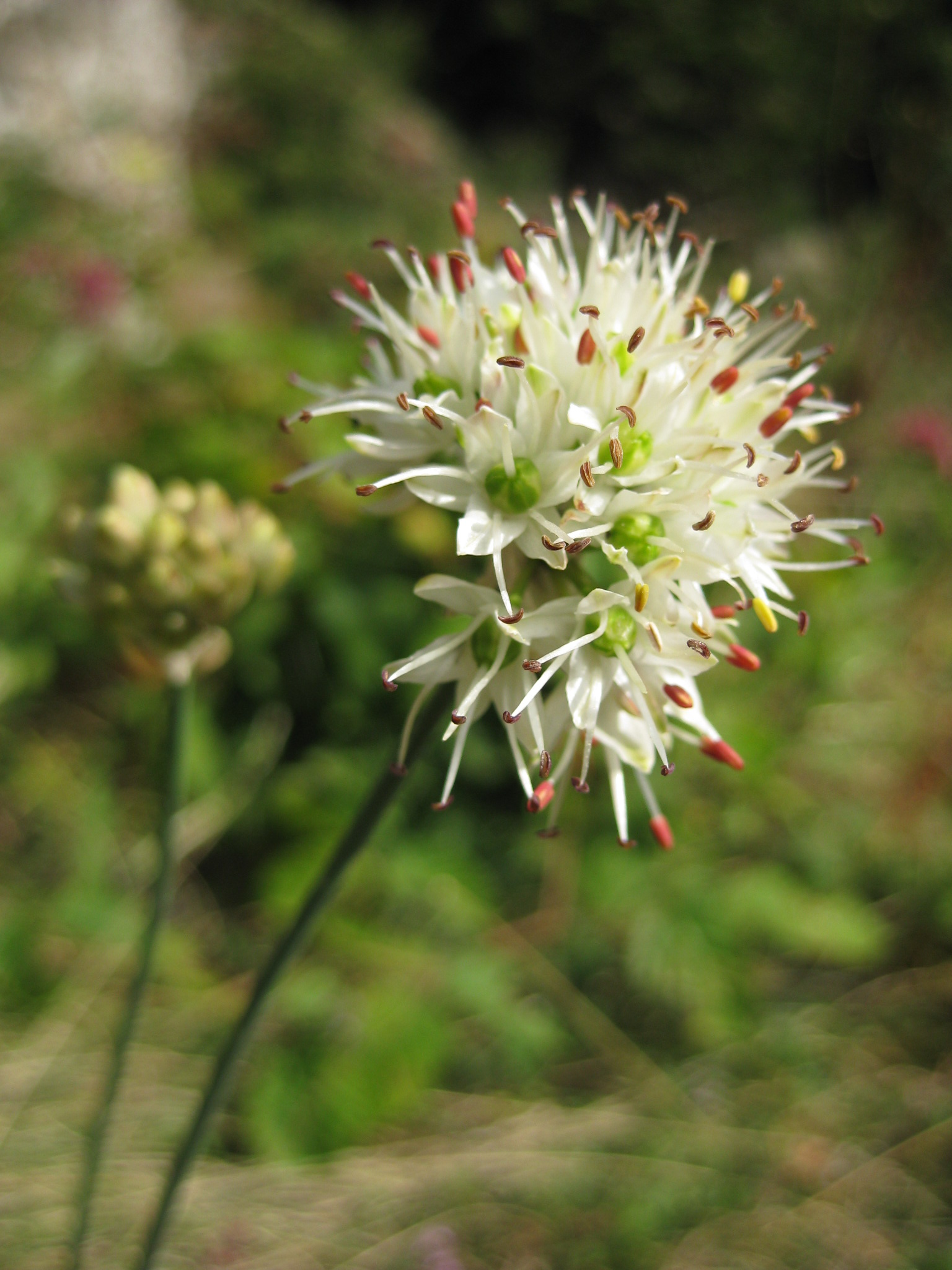
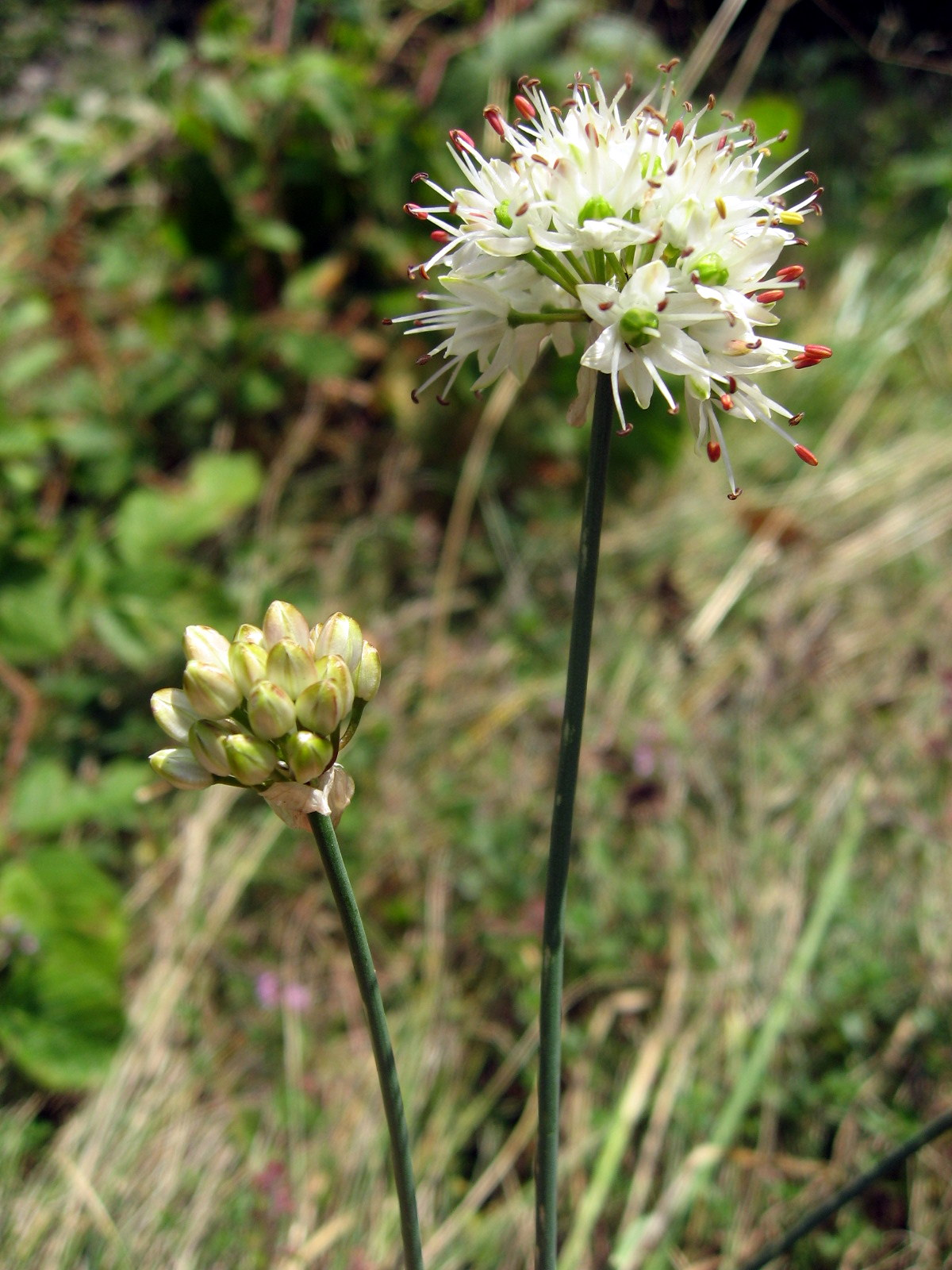
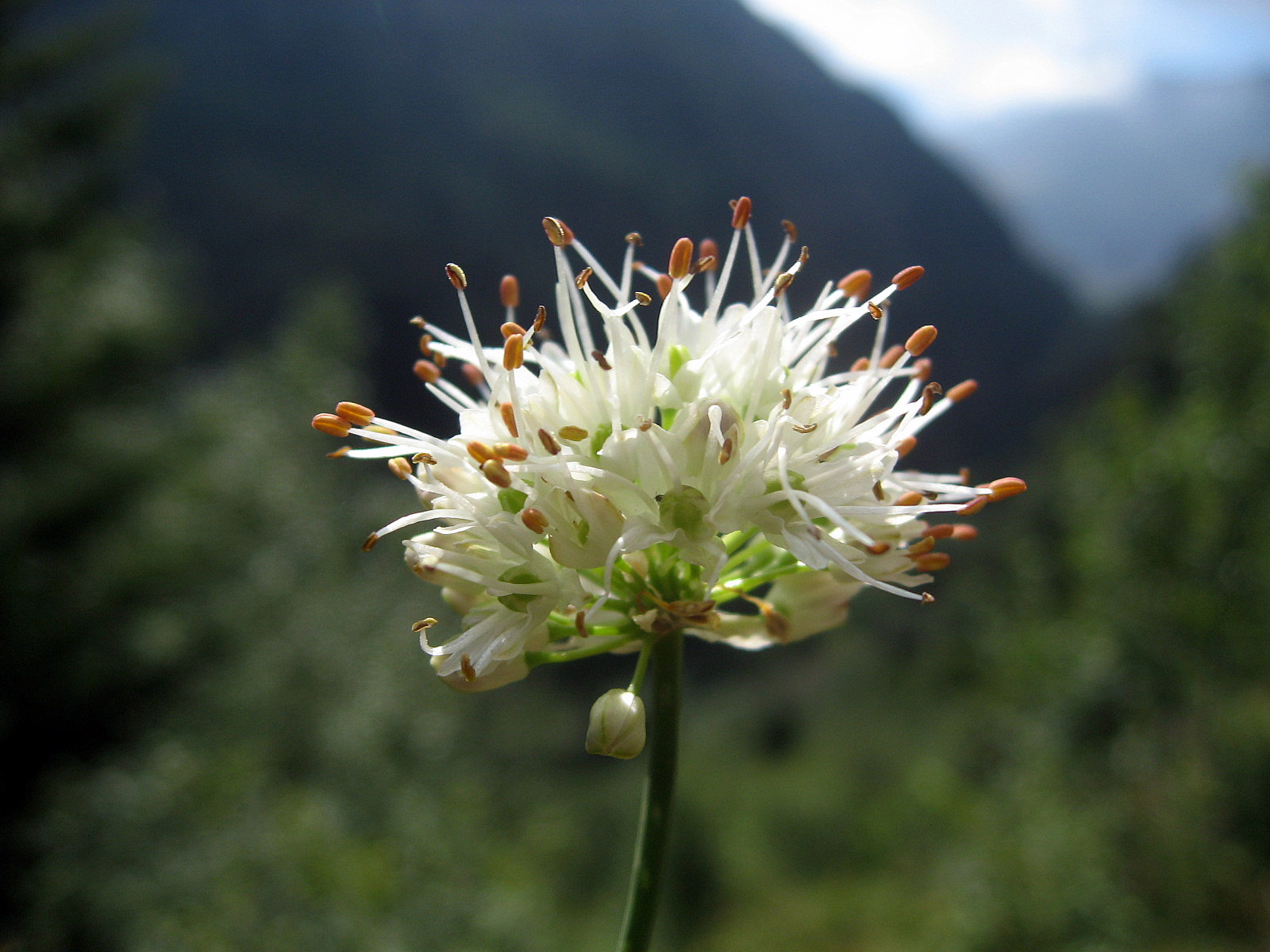